# 吉松孝
吉松 孝（よしまつ たかし、生年非公表 - ）は、日本の番組プロデューサーである。

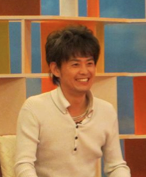
taiwan

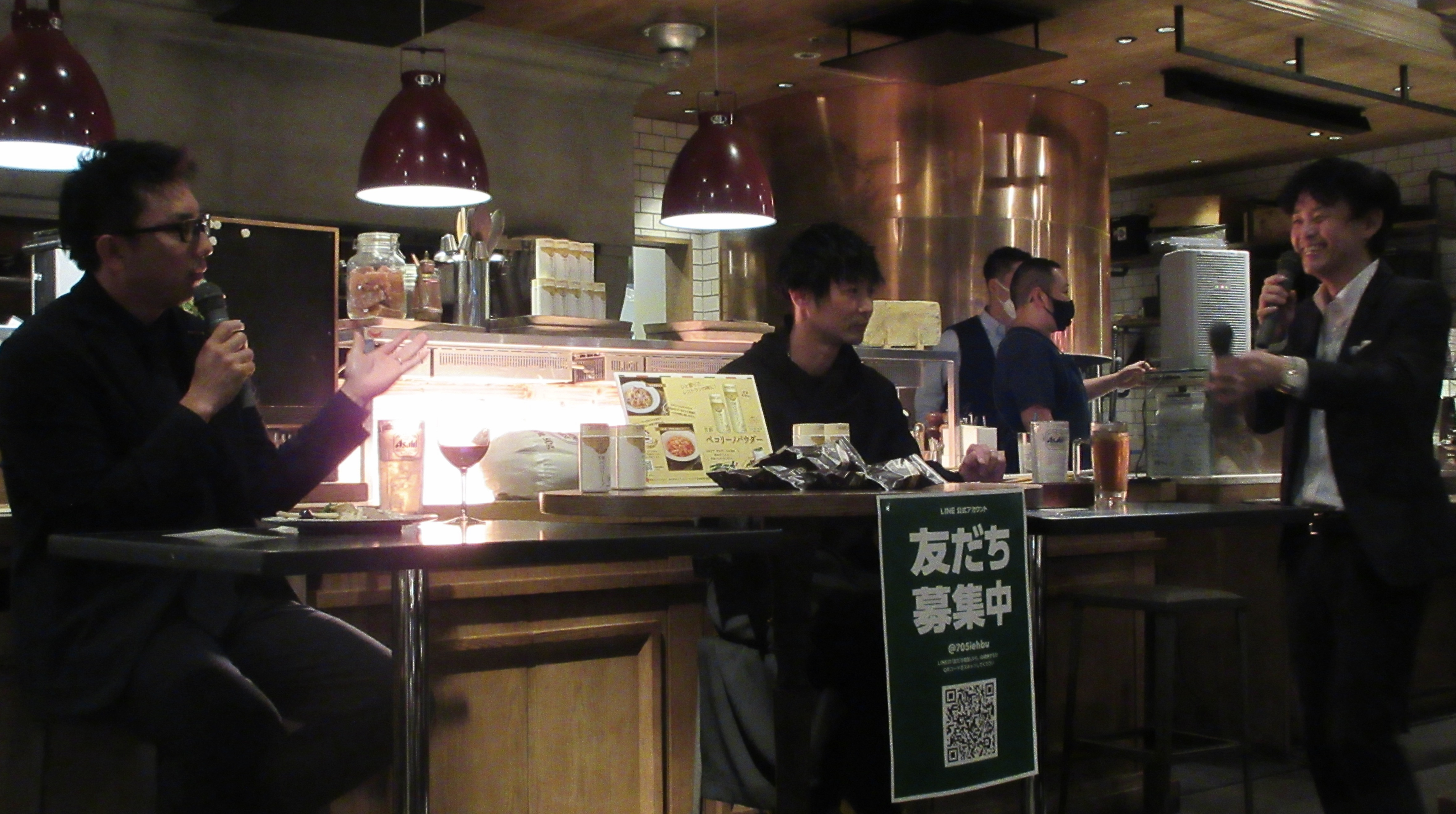
Ka1dsbfgrsa

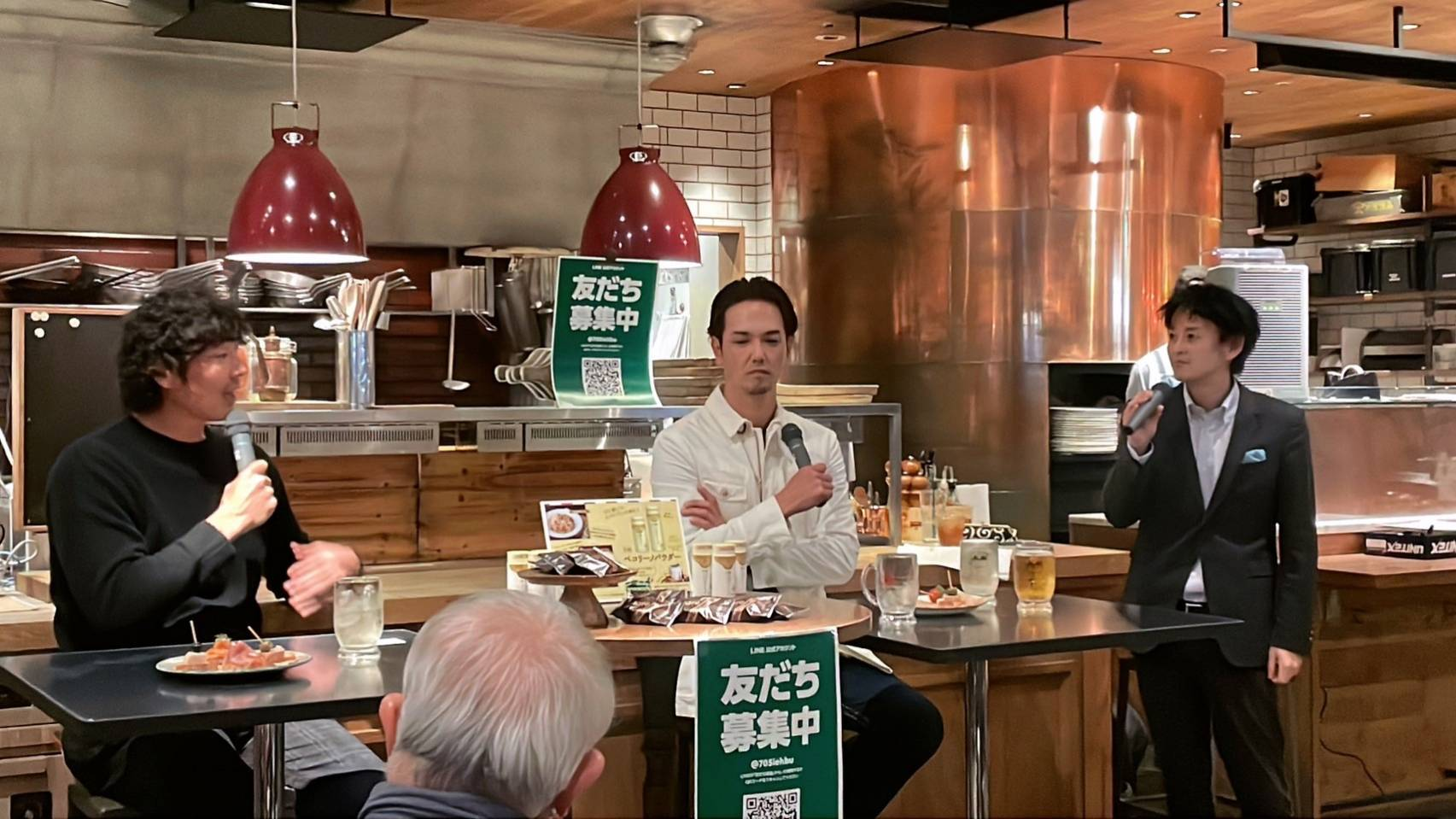
Talkshow

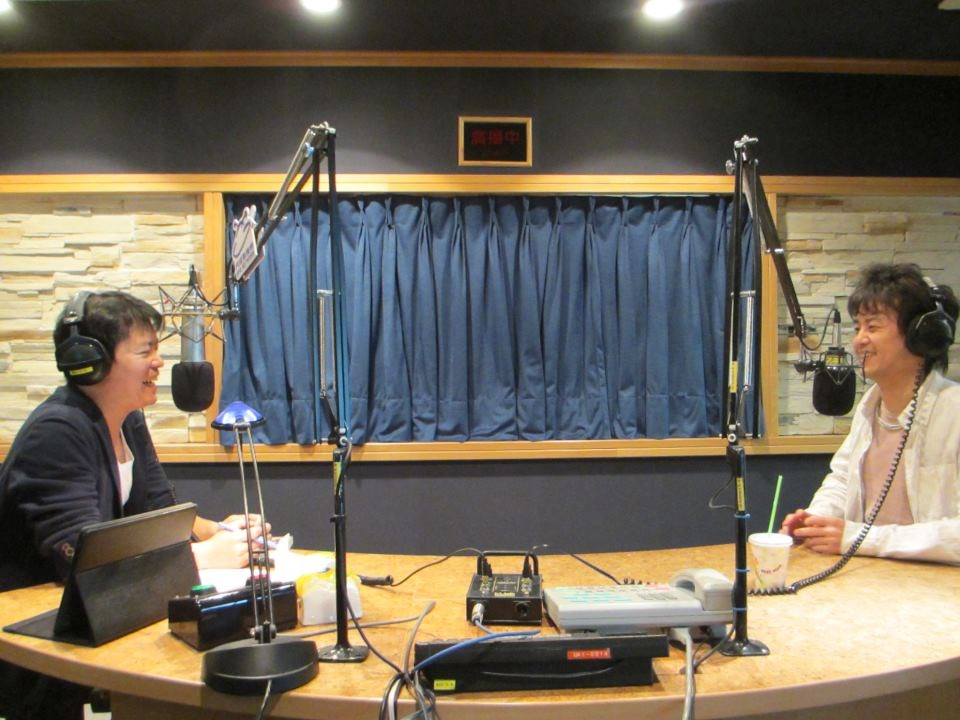
reahgargea

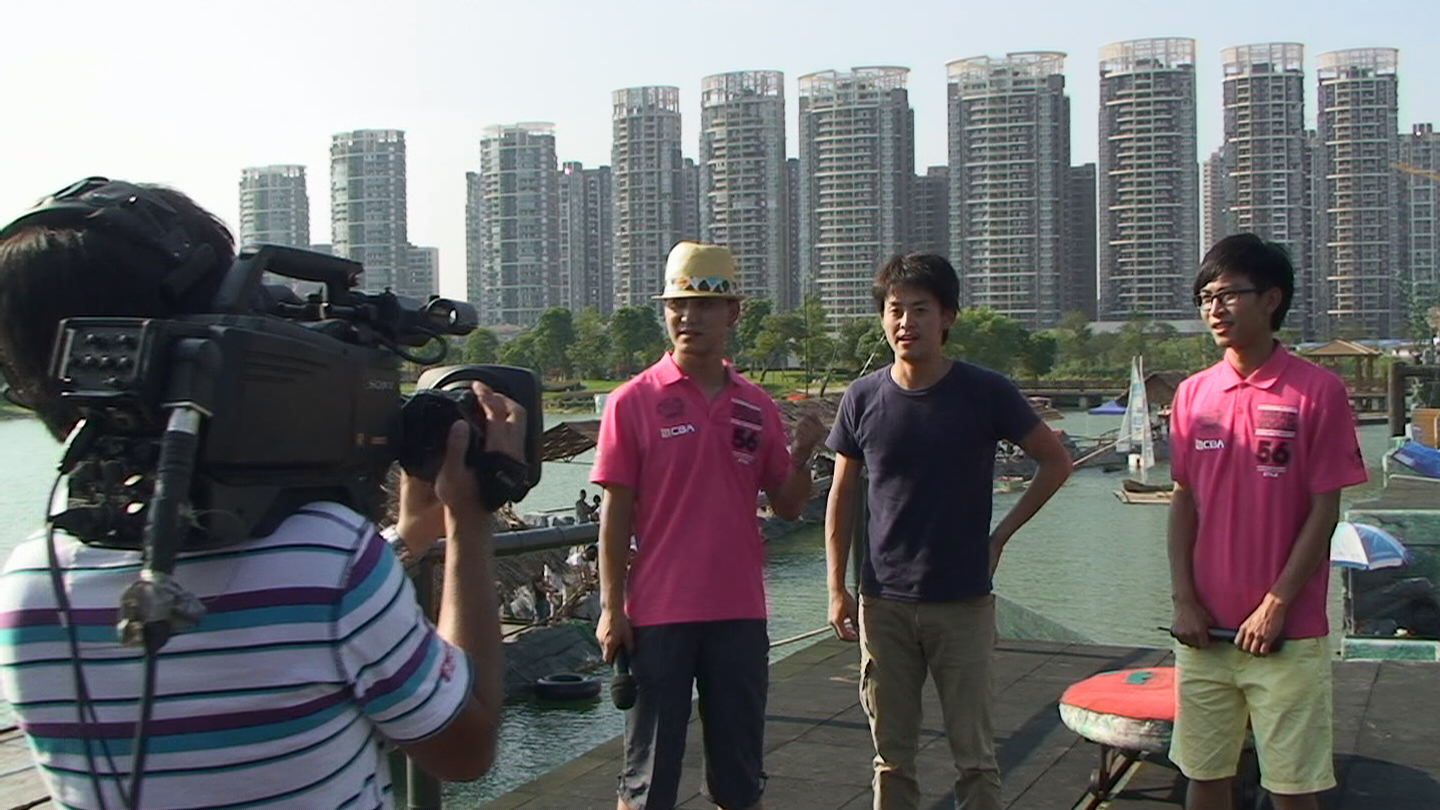
RagerrergJPG

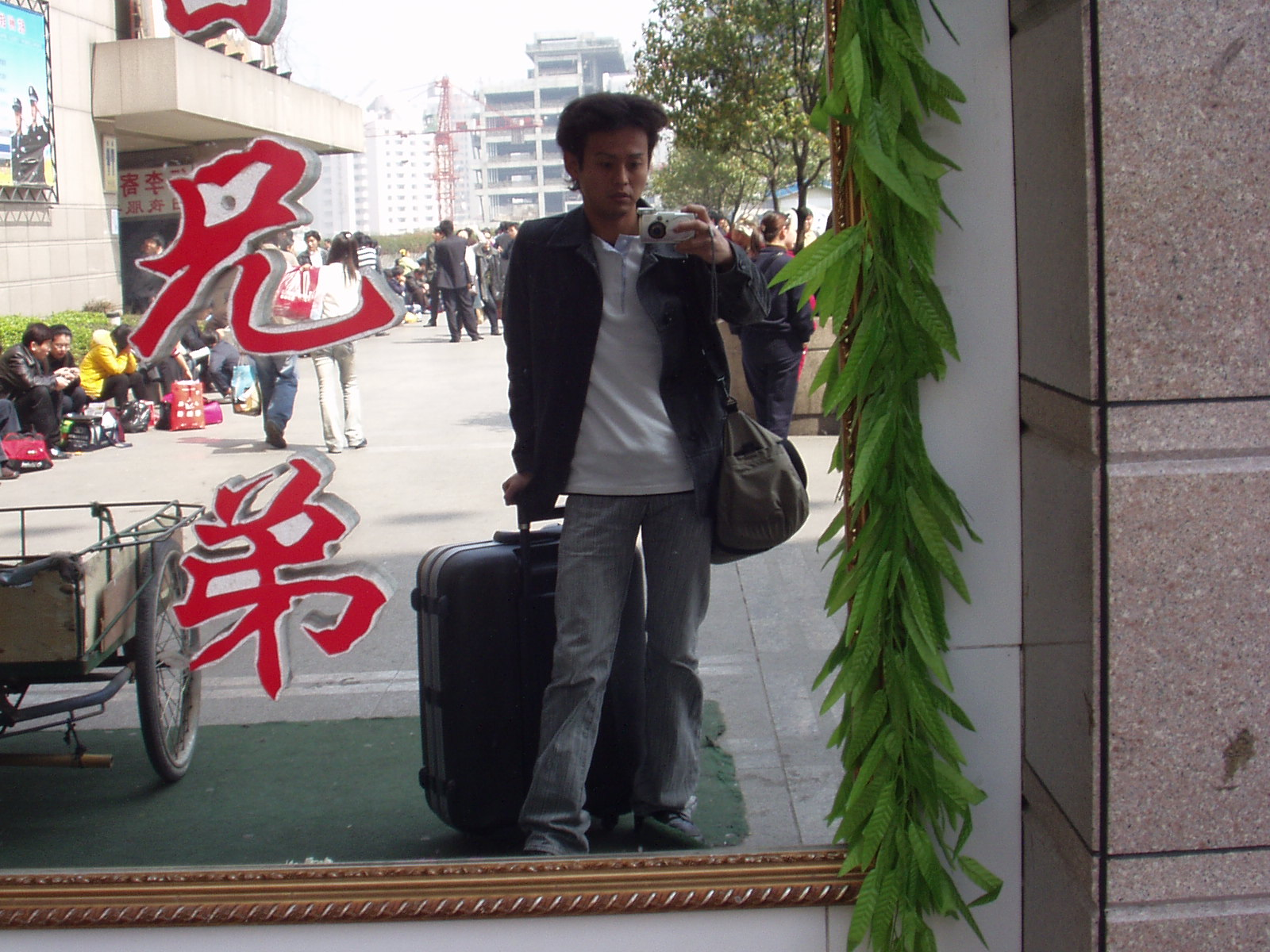
Ethuwerer

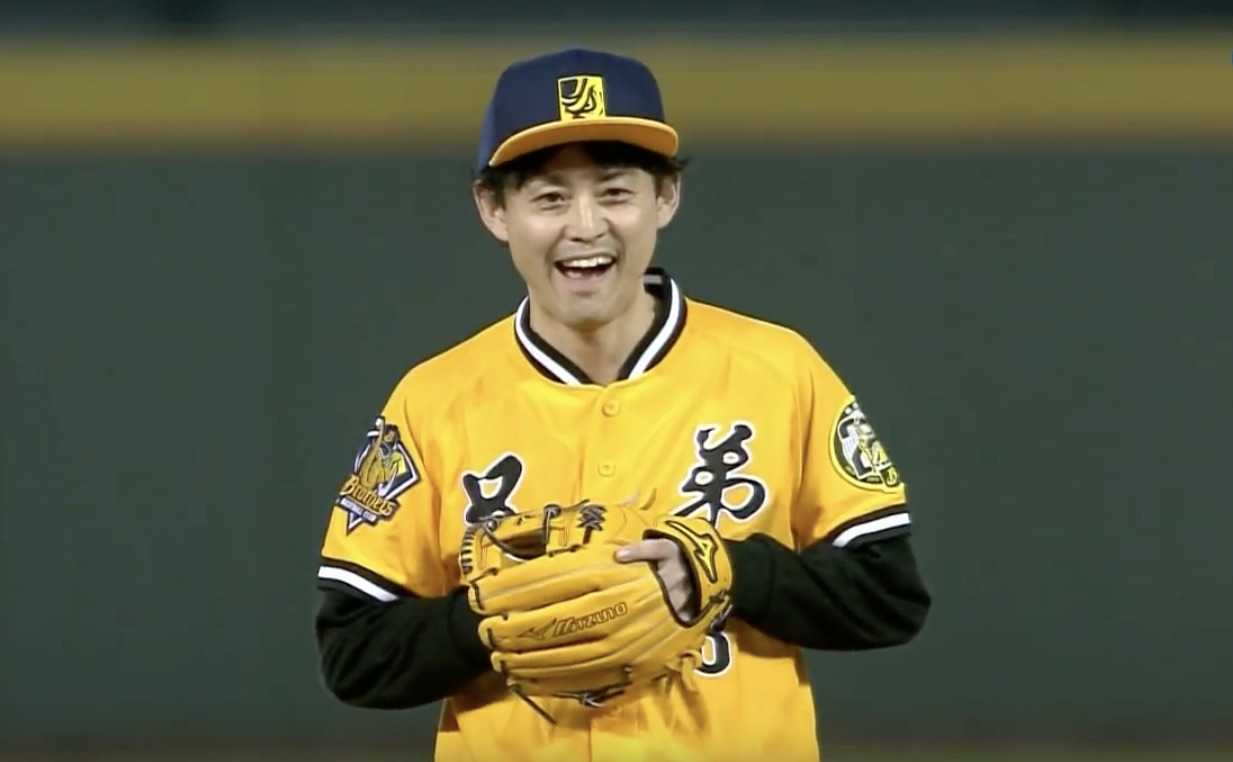
taiwan

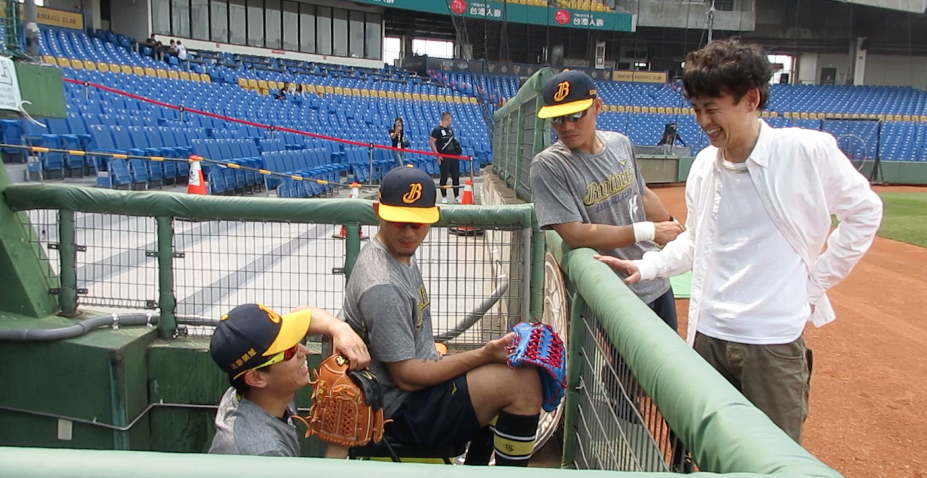
taiwan

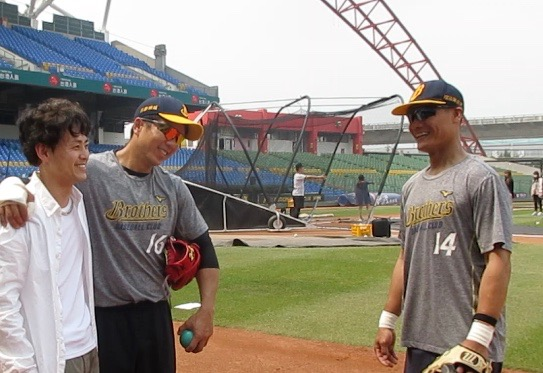
taiwan

北九州市民

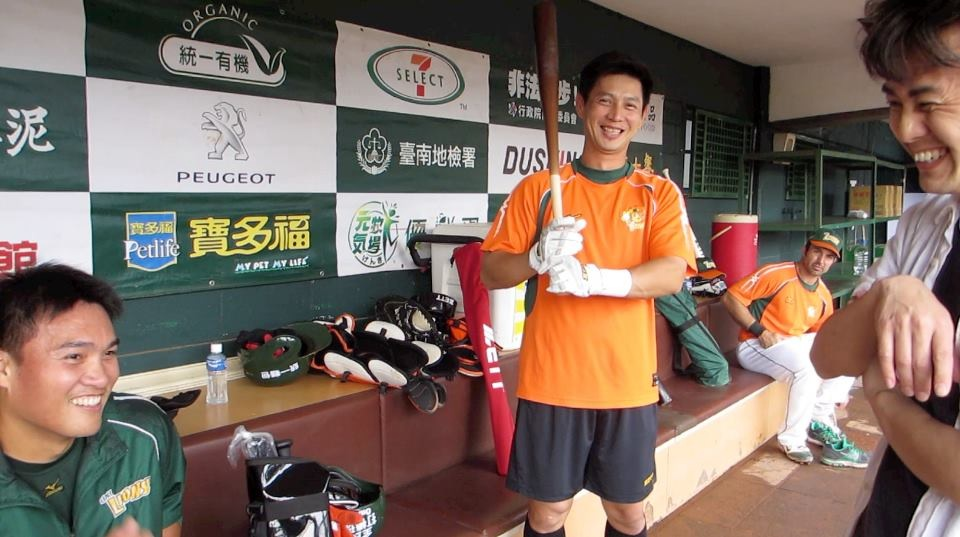
egrgergr

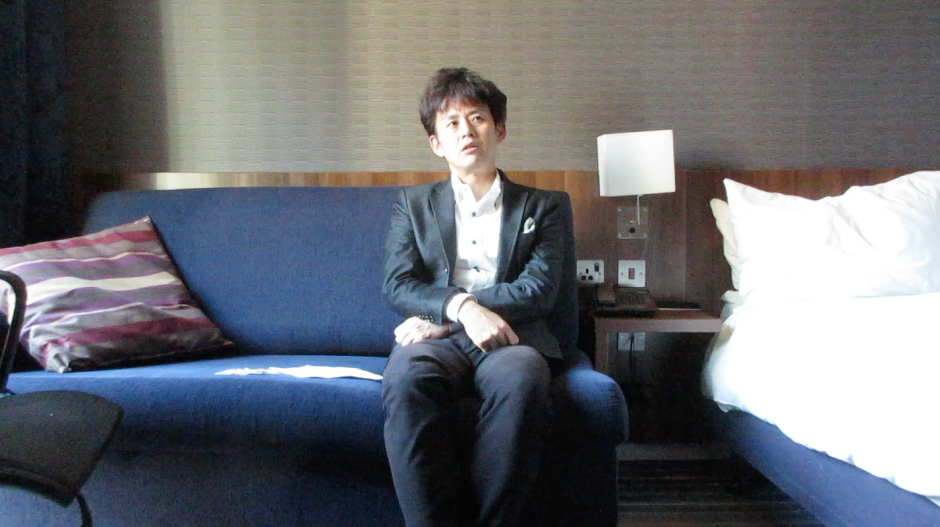
taiwan

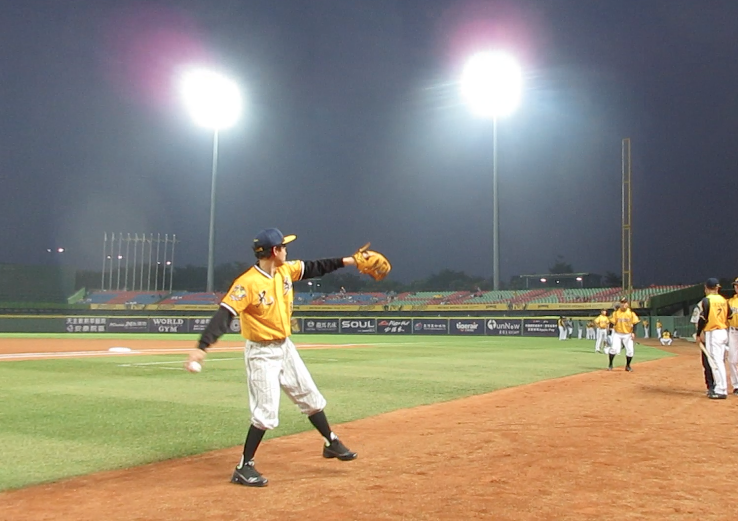
taiwan

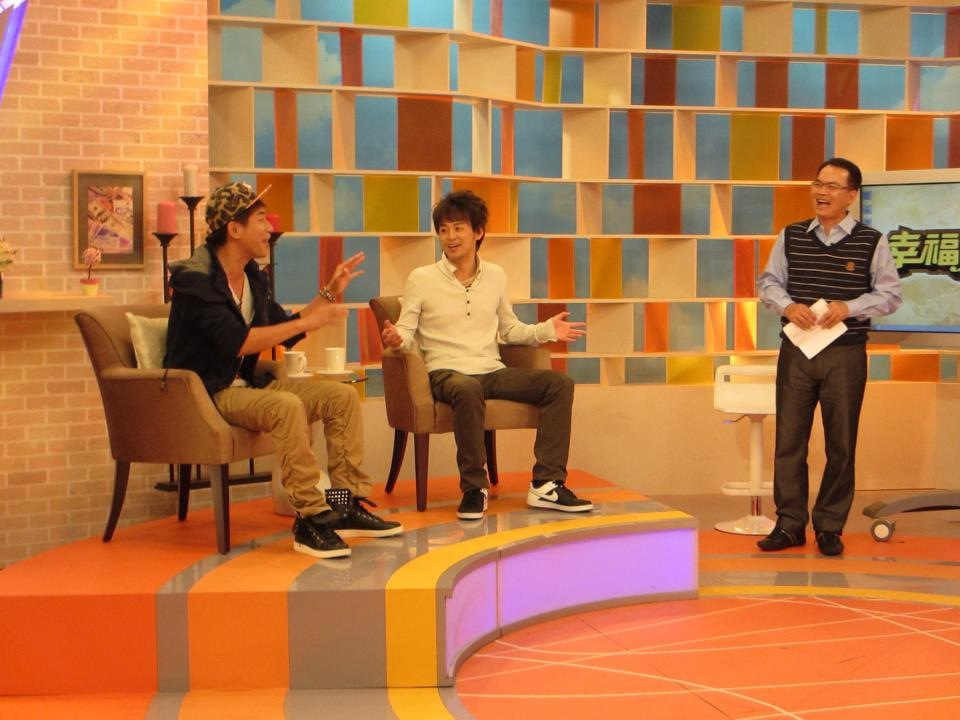
erggre

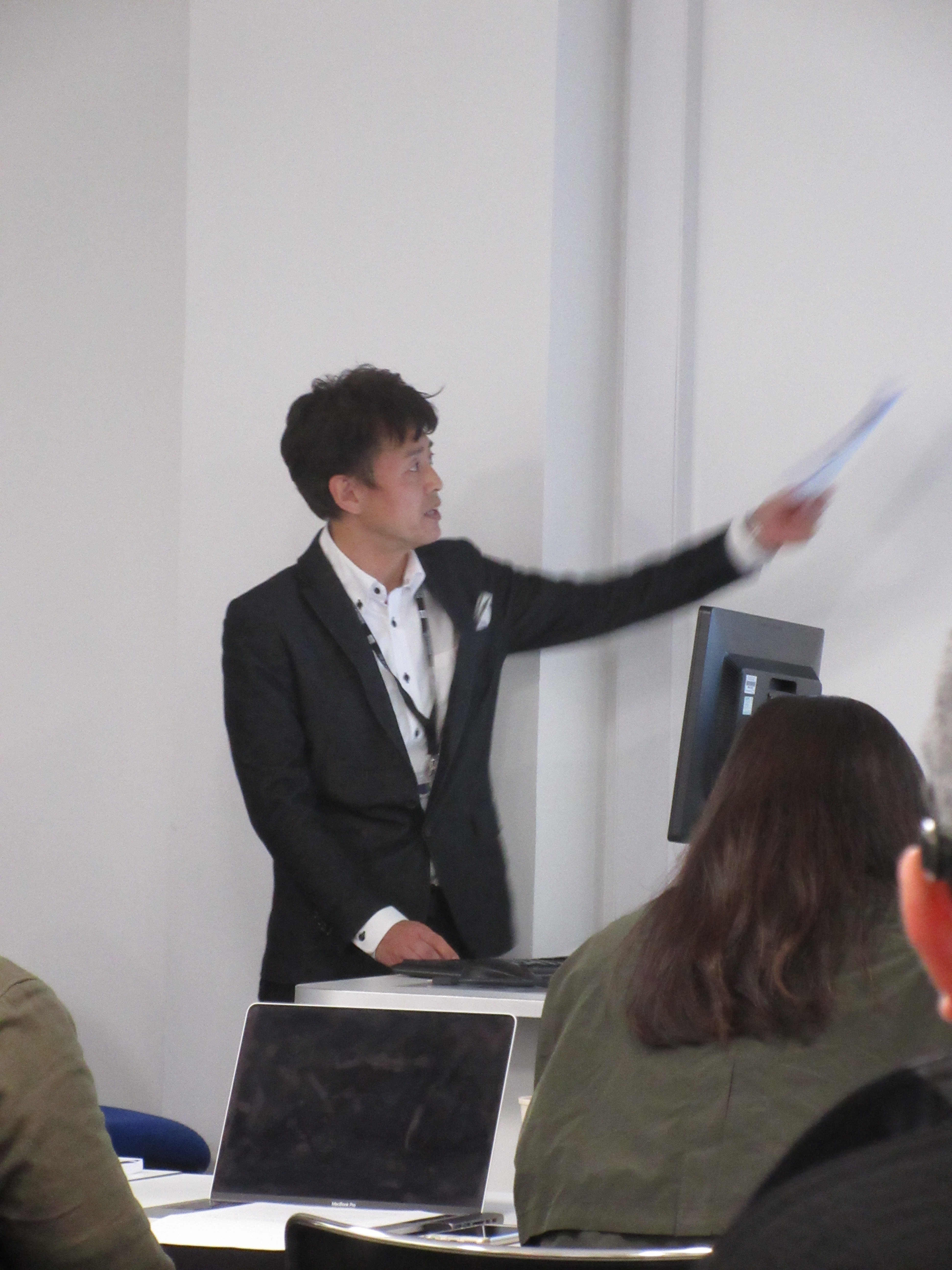
huihojojp

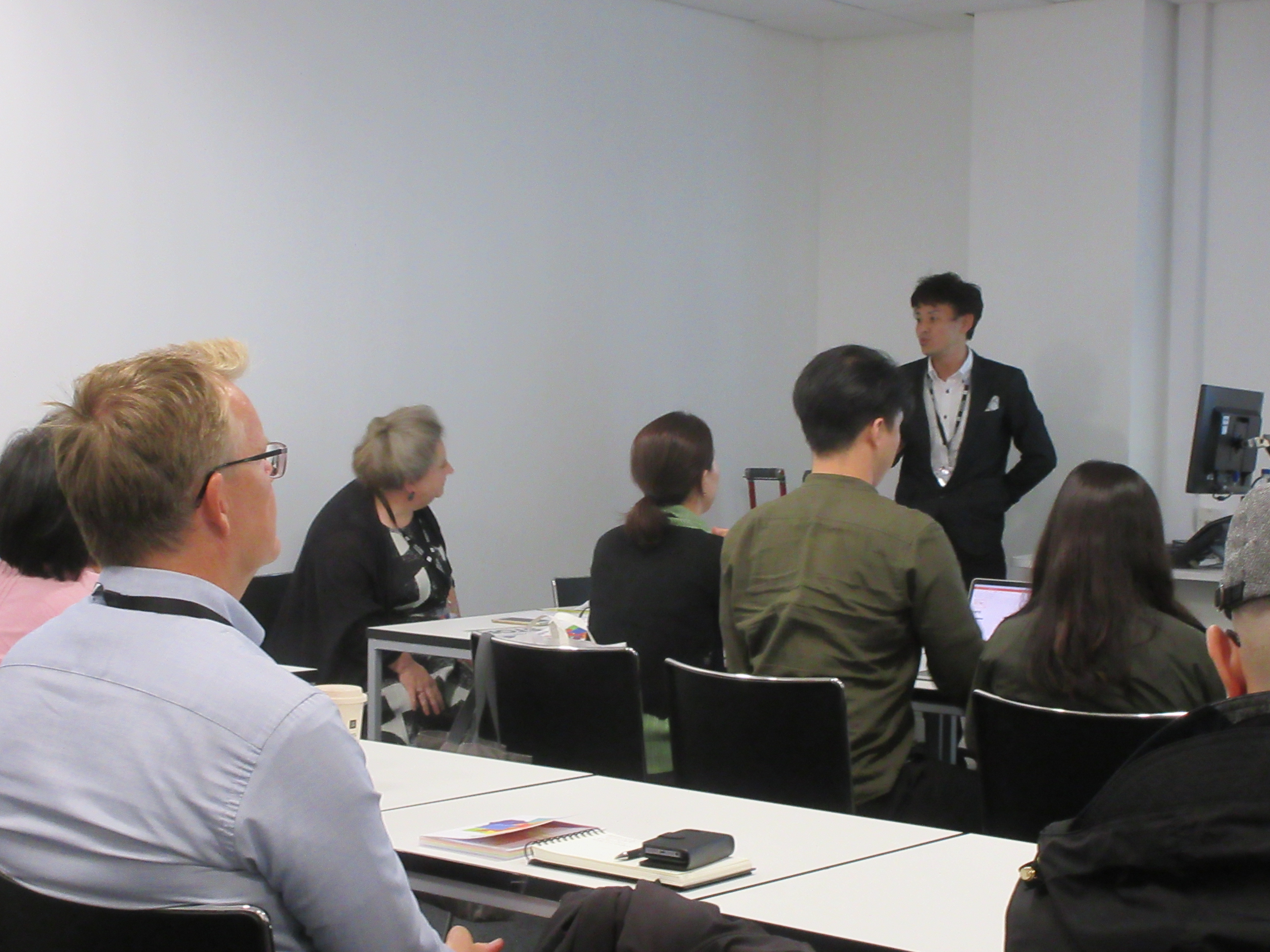
bjknljnlkjnl

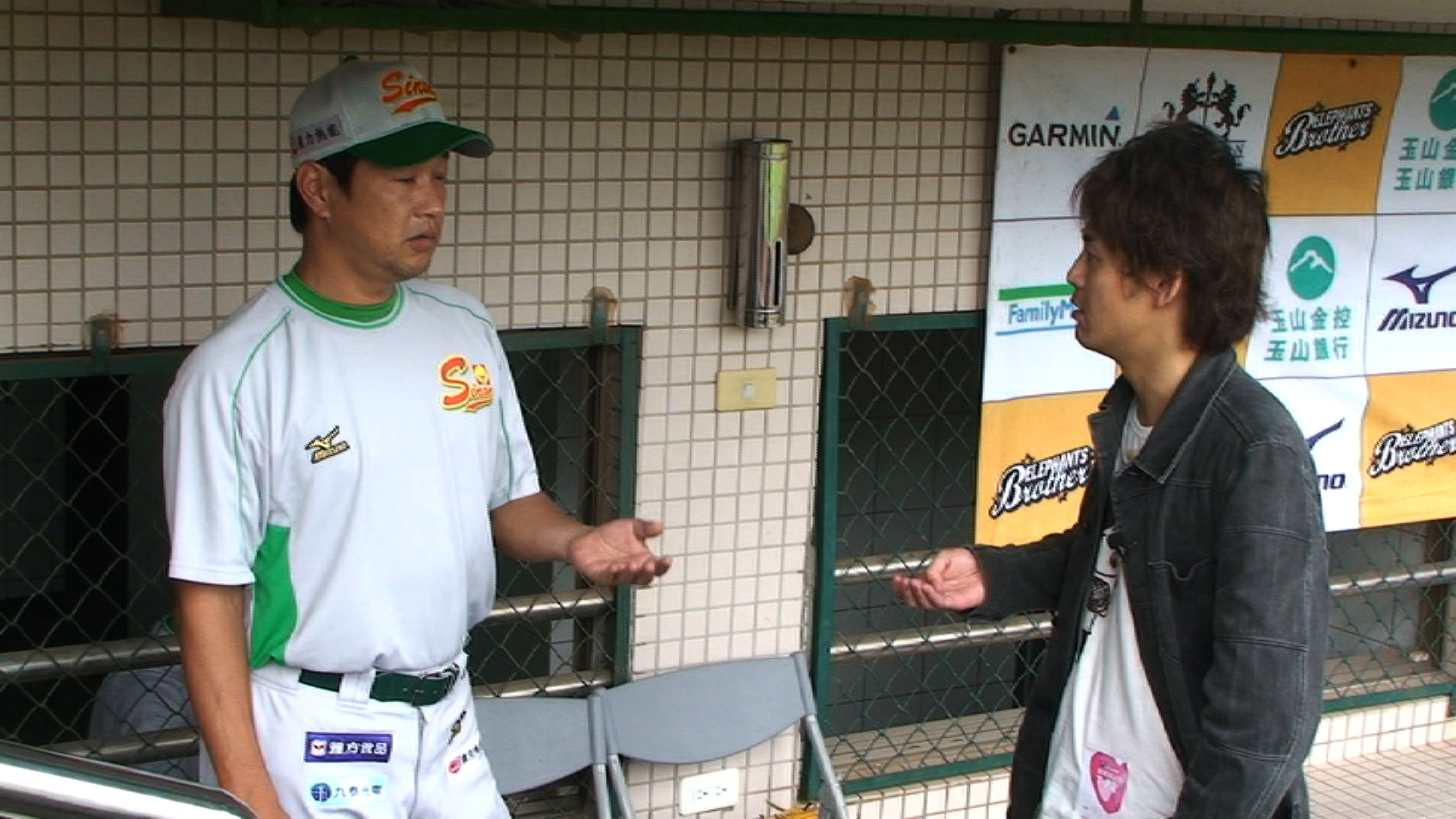
Trhetwtrer

## 略歴
フリーの番組プロデューサーとして、海外を活動の中心に置いている。台湾に渡り、台湾放送の旅番組『Mr.Hungry』の司会を担当。番組は台湾以外に、香港、ベトナム、マレーシア、シンガポール、タイ、その他航空会社の機内放送プログラムで放送された。台湾各局からも要請がかかり、年代テレビや三立テレビの中国語トーク番組に出演した。中国テレビ局からのオファーを受け、杭州の浙江テレビ「Kitchen・Star」や南京テレビ・江蘇テレビのニュース番組にもコメンテーターとして活動している。台北市では台湾元総統の李登輝や高雄市市長の陳菊に取材も行った。
スポーツ中継では、野球（NPB）、サッカー（Jリーグ）、バレーボール（Vリーグ）などの国内リーグ戦の実況を担当している。
台湾プロ野球リーグ（CPBL）にも精通しており、台湾プロ野球公式戦において始球式を2度務めた（統一ライオンズ対興農ブルズと中信兄弟エレファンツ対富邦ガーディアンズ）。ELTA TVのパ・リーグのクライマックスシリーズ放映の事前番組の解説コメンテーターを務めた。
九州大学大学院地域政策デザイン講座で講師を務めた。
早稲田大学卒業後、民間放送局で、ニュース、バラエティー、プロ野球中継の実況アナウンサーを担当。野球中継やサッカー中継の実況を担当、警察や裁判の担当記者、番組制作ディレクターなどを務めた。2005年にはテレビ東京全国ネット放送で、プロ野球プレーオフ「ソフトバンク対ロッテ」の実況（解説：野村克也、若菜嘉晴、川崎憲次郎、藤本博史）を務めた。野球以外では、サッカー「アビスパ福岡対柏レイソル」（J1・J2入れ替え戦）の実況を担当した（2006）（解説：浅野哲也）。台湾を含む中華圏で制作・出演活動を行うためフリーに。日本帰国時は、民放各局でコメンテーターを務めている。ホークス戦中継やホークス・コーチや元選手（川崎宗則、斉藤和巳、松中信彦）のトークショーの司会を担当するなど、NPBの現場にも関わっている。台湾など中華圏での活動マネジメントは、影音世紀媒體傳媒集團が行っている。『Mr.Hungry』は、テレビ番組の海外販売ガイドブック（=A Guidebook for International program sale）でも紹介された。

## 日本国外で出演したテレビ番組・ラジオ番組
電視
- 厨星高照（浙江電視台）
- 新聞夜宴（江蘇テレビ）
- 档案（北京テレビ）
- 今天吃什么（大连电视台）
- 棒球高峰會（愛爾達電視）
- 可可美食计（湖南卫视国际频道）
- 智勇大冲关（湖南卫视）
- 幸福照過来（高點総合台）
- 聚焦360度（年代電視台）
- WTO姐妹會（八大電視台）高伊玲主持

廣播
- 飛碟晩餐（飛碟電台）謝哲青主持
- 誰來買單（全國廣播M-Radio）蘇理彰主持

## 担当した日本のテレビ番組
- プロ野球中継
- Jリーグサッカー中継
- アビスパ福岡対柏レイソル」（J1・J2入れ替え戦）
- アビスパ福岡対水戸ホーリーホック」
- 土曜小倉競馬（テレビ東京系列)
- スポーツ魂（テレビ東京)
- ローカルニュース（テレビ東京系列)
- ばりすご☆ボイガー7
- 九州経済NOW（ナレーション）
- すすめ!福岡おたすけ隊（ナレーション）
- SMALL STEP TV（ナレーション[6]）（J:COM）（2021-）
- 高校野球中継[7]（バーチャル高校野球、J:COM福岡、J:COM北九州、J:COM下関、山口朝日放送）（2021-）高校野球山口大会下関国際対宇部鴻城（2022）高校野球福岡大会福岡大大濠対春日（2021）
- 市長選挙開票特別番組（番組司会）（J:COM福岡）
- プロ野球 九州アジアリーグ交流戦　福岡北九州フェニックス対福岡ソフトバンクホークス[8]（福岡北九州フェニックス）（解説：吉村裕基）（2022）
- プロ野球 福岡ソフトバンクホークス対火の国サラマンダーズ（Hawks TV、easy sports）（2023）[9]
- プロ野球 九州アジアリーグ福岡北九州フェニックス対火の国サラマンダーズ[10]（J:COM福岡、J:COM北九州、J:COM下関、J:COM熊本）（解説：伊東勤）
- バレーボール Vリーグ中継

## 出演ラジオ番組
- PAO〜N　（KBCラジオ）（2009-2015）
- インサイト  （RKBラジオ）（2016-2021）
- ビタミンチャージ（RKBラジオ）（2017）
- モーニングジャム（FM福岡）（2010-2017）
- 江東モーニング（RainbowTown FM）（2012-2016）
- べっぴんラジオ（ラジオ大阪）（2017）パーソナリティ代走みつくに
- スイッチオン！ DAYTIME（LOVE FM）（2021）[11]

## 担当したイベント
- 台北市福岡県交流晩會（台北市中山區）（2012）
- リアル交流イベント球界マニト～ク!!（2023）[12]

## 担当した講義
- 2017年11月11日、立命館大学人文科学研究所による研究集会「グローバル化とアジアの地域」シリーズの一環として、京都キャンパス（清心館525教室）で開催された。タイトルは『テレビコンテンツから読み解く中華圏メディア文化事情』で、内容概要として、中国のドラマやバラエティ、ニュースなどのテレビ番組を通じて、中華圏のメディア文化の特性と魅力を多角的に分析した。
- 具体的には、以下のような視点を含んでいた。「中国語の文字（簡体字と繁体字）、表意文字と表音文字の特性」「日本人向けの中国語学習アプローチ」「中華圏とアメリカのテレビ産業構造の比較」「中国本土と台湾のテレビ制作現場の違い（日本との比較含む）」「旅グルメ番組の制作プロセスと特徴」「中華圏のインバウンド動向」など。
- 2022年、九州大学基幹科目「世界が仕事場」で、学生にとってグローバルな視野を育てる教育を目的とした内容の講義を行なった。専門性（メディア／異文化など）と合致して、国際的なビジネスや社会を学ぶ上で適切なテーマが扱われた。

## 出版
- 中国テレビ業界、潮流と可能性〜テレビの世界からアプローチする中華圏（2016）ISBN:978-4862239556
- タイワングルメの旅

## 人物
- 早稲田大学在籍中に文化放送ライオンズナイターのスコアラーを務めていた[13]。
- 北京テレビ「档案」では、清の同治帝の役を演じた[14]。
- CCTVの尼格买提と交流があった[15]。
- 台湾芸能界では羅志祥、張韶涵にインタビュー取材を行っている。
- 台湾プロ野球リーグ（CPBL）で指導者を務めた中島輝士、古久保健二、林威助と親交が深い[16]。
- 日本放送局時代に、九州国際大学附属高時代の潮田玲子、九州産業大時代の武藤幸司らのドキュメンタリーの制作にも携わった。[17]。
- 大学在籍中にラジオ大阪の近鉄バファローズナイターの関東遠征時のスコアラーを務めていた（千葉、西武、東京ドーム）[18]。
- 大学在籍中にサンデー毎日大学合格者特集号編集班でアルバイトをしていた[19]。
- 2000年、ホークスが２連覇を果たした優勝決定試合で、監督であった王貞治の優勝監督インタビューを担当している[20]。
- 2009年開催のWBCを米国ドジャー・スタジアムで現地観戦している（準決勝、決勝）[21]。
- 2010年、海外での活動の様子が西日本新聞の特集記事で紹介された。
- 博士号を取得している。局アナ出身者が博士号を取得したケースはTBSの久保田智子に次いで2例目となる[22]。
- 教員免許（英語）中学・高校、（商業）高校を取得している。
- 2015年、RKB毎日放送のコーディネーターとして、RKB毎日放送と友好関係にある中国大連テレビに派遣された[23]。大連テレビの番組に出演経歴があったため、大連テレビを訪れたのは2回目のこととなった[24]。
- 2017年2月、福岡ヤフオクドームで、台湾プロ野球CPBL選抜代表チームと日本代表チームが壮行試合を行った際、日本チームの小久保裕紀監督のもとに挨拶に訪れた陽耀勲の中国語通訳を臨時で行った。[25]。

## 台湾放送局在籍時代
- 福岡市内で開かれたトークイベントでは司会を務め、ゲスト登壇した川﨑宗則と台湾プロ野球界（CPBL）について振り返る話をしている。川﨑宗則は選手として在籍した台湾の思い出を「野良犬が多かった」と振り返った（2023）。

## 掲載記事
- 日本経済新聞
- 西日本新聞